# Kivdinskij
Kivdinskij (in lingua russa Кивдинский) è un centro abitato dell'Oblast' dell'Amur, collocato nei confini dell'insediamento xi tipo urbano di Progress nella Burejskij rajon.
Situato sulle rive del Kivda, affluente del Bureja, si trova tra le città di Novorajčichinsk e Muravka